# Клапейрон, Бенуа Поль Эмиль
Бенуа́ Поль Эми́ль Клапейро́н (фр. Benoît Paul Émile Clapeyron; 26 января 1799, Париж — 28 января 1864, Париж) — французский физик и инженер. Член-корреспондент Петербургской академии наук.

## Биография
Учился в парижской Политехнической школе (1816—1818). В 1820 году отправился со своим товарищем Ламе в Россию, где был принят на службу в Корпус инженеров путей сообщения, получил чин майора и стал профессором в институте Корпуса. 28 августа (9 сентября) 1825 года ему было присвоено звание подполковника, 6 (18) декабря 1829 года — полковника. За время службы в России удостоился нескольких орденов, был избран членом Санкт-Петербургского минералогического общества и член-корреспондентом Петербургской академии наук. Вернувшись в 1831 году во Францию, Клапейрон участвовал в постройке многих железных дорог и составил множество проектов по постройке мостов и дорог.
В 1834 году женился на Мелани Ле Вассер, внебрачной дочери Пьера-Доминика Базена, с которой познакомился в Петербурге.
Клапейрон известен работами по термодинамике. Из его сочинений наиболее интересны:
- «Sur la stabilité des voûtes» (фр. «Об устойчивости арок»)
- «Sur l'équilibre intérieur des corps solides» (фр. «О внутреннем равновесии твёрдых частиц»)
- «Vues politiques et pratiques sur les travaux publiques en France» (фр. «Политический и практический взгляды на общественные работы во Франции»)
- «Sur la théorie mécanique de la chaleur». (фр. «О механической теории теплоты»)

Физические исследования Клапейрона посвящены теплоте, пластичности и равновесию твёрдых тел. Он придал в 1834 году математическую форму идеям C. Карно, первым оценив большое научное значение его труда «Размышления о движущей силе огня», содержащего фактически формулировку второго начала термодинамики. Исходя из этих идей, впервые ввёл в термодинамику графический метод — индикаторные диаграммы, в частности предложил систему координат р-V.
В 1834 году вывел уравнение состояния идеального газа, объединяющее закон Бойля — Мариотта, закон Гей-Люссака и закон Авогадро, обобщённое в 1874 году Д. И. Менделеевым (уравнение Менделеева — Клапейрона). Вывел уравнение, устанавливающее связь между температурой плавления и кипения вещества и давлением, которое было термодинамически обосновано в 1851 году Р. Клаузиусом (уравнение Клапейрона — Клаузиуса).
В 1858 году был избран в члены Парижской академии наук на место Коши. Одна из улиц Парижа получила его имя. Его имя также внесено в список величайших учёных Франции, помещённый на первом этаже Эйфелевой башни.